# University of North Carolina at Chapel Hill
University of North Carolina at Chapel Hill, cunoscută, de asemenea, sub numele de UNC, UNC Chapel Hill sau pur și simplu Carolina, este o universitate publică de cercetare situată în Chapel Hill, Carolina de Nord, Statele Unite ale Americii. Ea este una dintre cele 17 universități din sistemul University of North Carolina. După ce a fost autorizată în 1789, universitatea a început înscrierea studenților în anul 1795, ceea ce i-a permis să fie unul dintre cele trei școli care pretind titlul de cea mai veche universitate de stat din Statele Unite ale Americii.
Prima instituție publică de învățământ superior din Carolina de Nord, University of North Carolina și-a deschis porțile pentru studenți pe 12 februarie 1795. Universitatea oferă pregătire în peste 70 de domenii de studii prin paisprezece colegii și Colegiul de Arte și Științe. Toți studenții primesc o educație în domeniul artelor liberale și au opțiunea de a urma o specializare în cadrul facultăților din cadrul universității sau al Colegiului de Arte și Științe. Sub conducerea președintelui Kemp Plummer Battle, Universitar of North Carolina a devenit în 1877 coeducațională și a început procesul de desegregare în 1951, când studenții afro-americani au fost admiși la studii în timpul cancelarului Robert Burton. În 1952 University of North Carolina și-a deschis propriul spital, UNC Health Care, pentru cercetare și tratament, și s-a specializat în tratarea cancerului. Studenții, absolvenții și membrii echipelor sportive sunt cunoscuți sub numele de „Tar Heels”.

## Istoric
Autorizată de Adunarea Generală a Carolinei de Nord pe data de 11 decembrie 1789, piatra de temelie a universității a fost pusă pe 12 octombrie 1793, lângă ruinele unei capele, loc ales datorită locației sale centrale în stat. Prima universitate publică autorizată pe baza Constituției SUA, The University of North Carolina at Chapel Hill este una dintre cele trei universități care pretind a fi cea mai veche universitate de stat din Statele Unite ale Americii și singura instituție de acest nivel care a acordat diplome academice în secolul al XVIII-lea.
În timpul Războiului Civil, guvernatorul Carolinei de Nord David Lowry Swain l-a convins pe președintele Confederației Jefferson Davis să scutească de încorporare câțiva studenți, așa că universitatea a fost unul dintre puținele de pe teritoriul Confederației care a reușit să rămână deschisă. Cu toate acestea, Chapel Hill a pierdut în timpul războiului o mare parte a populației sale decât orice sat din Sud și, ca urmare a faptului că numărul de studenți a rămas scăzut, universitatea a fost forțată să se închidă în timpul Epocii de Reconstrucție de la 1 decembrie 1870 până în 6 septembrie 1875.
În timpul celui de-al Doilea Război Mondial, UNC Chapel Hill a fost una din cele 131 de colegii și universități naționale care au luat parte la V-12 Navy College Training Program care a oferit studenților o pregătirre pentru a face parte din Marina Americană.
În 2015, U.S. News & World Report a clasat UNC Chapel Hill pe locul 5 printre colegiile și universitățile publice de top din Statele Unite ale Americii.

## Absolvenți

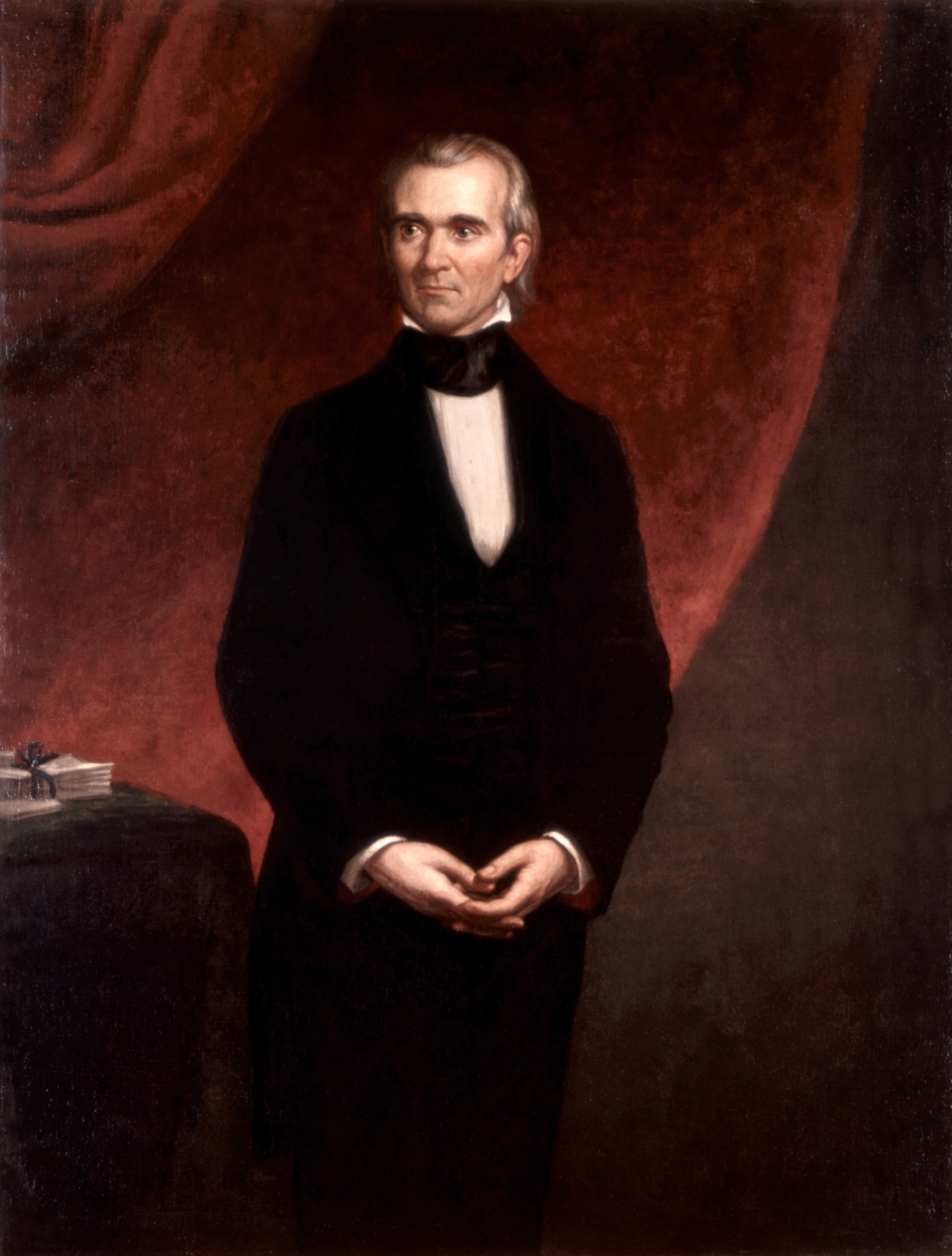
James K. Polk a fost președinte al Statelor Unite din 1845 până în 1849.

Cu peste 300.000 de foști studenți, University of North Carolina are unul dintre cele mai mari și mai active grupuri de absolvenți din America. Mulți foști absolvenți au dobândit importanță la nivel local, național și internațional. James K. Polk a servit ca președinte al Statelor Unite pentru un singur mandat, William R. King a fost cel de-al treisprezecelea vicepreședinte al Statelor Unite. University of North Carolina a dat mulți senatori ai SUA, printre care Paul Wellstone și Thomas Lanier Clingman, precum și mulți membri ai Camerei Reprezentanților cum ar fi Virginia Foxx și Ike Franklin Andrews. Algenon L. Marbley și Thomas Settle au deținut posturi de judecători federali. Fostul secretar de stat pentru război și secretar de stat al Armatei Kenneth Claiborne Royal și cel de-al cincilea secretar de presă al Casei Albe Jonathan W. Daniels au fost absolvenți ai University of North Carolina. Peaches Golding a fost numită de regina Elisabeta a II-a în funcția de Mare Șerif al orașului și comitatului Bristol în perioada 2010-2011, fiind prima femeie de culoare numită Mare Șerif și doar a doua persoană de culoare ce a fost Mare Șerif într-o perioadă de peste 1.000 de ani. James E. Webb, al doilea administrator al NASA și creator al programului Apollo în timpul administrației Kennedy, a fost absolvent al University of North Carolina. Telescopul Spațial James Webb al NASA, succesorul din generația următoare al telescopului Hubble programat pentru lansare în 2019, a fost numit în onoarea lui Webb.